# Іньїго Руїс де Галаррета
Іньїго Руїс де Галаррета (ісп. Iñigo Ruiz de Galarreta, нар. 6 серпня 1993, Сан-Себастьян) — іспанський футболіст, півзахисник клубу «Атлетік» (Більбао).

## Клубна кар'єра
Народився 6 серпня 1993 року в місті Сан-Себастьян. Вихованець футбольної школи клубу «Атлетік Більбао».
З 2011 року почав залучатися до матчів дорослих команд структури «Атлетіка» — «Басконії», «Більбао Атлетік» та безпосередньо «Атлетік Більбао». Здебільшого отримував ігровий досвід у другій команді.
Протягом 2013–2016 на умовах оренди грав за «Мірандес», «Реал Сарагоса» та «Леганес». Наступними командами в ігровій кар'єрі футболіста були «Нумансія», «Барселона Б» та «Лас-Пальмас».
2019 року перейшов з останнього клубу до «Мальорки», після чого ще один сезон відіграв за «Лас-Пальмас» вже на умовах оренди.
2020 року повноцінно приєднався до команди «Мальорки».

## Виступи за збірні
2009 року дебютував у складі юнацької збірної Іспанії (U-16), загалом на юнацькому рівні за команди різних вікових категорій взяв участь в 11 іграх.

## Досягнення
«Атлетік» (Більбао)
- Володар Кубка Іспанії: 2023–24[2]